# Rotislav Boiko
Rostislav Grigorievitch Boiko (russe : Ростислав Григорьевич Бойко ; né le 1er août 1931 à Leningrad et mort en 2002) est un compositeur russe.

## Biographie
Boiko a grandi à Leningrad mais a reçu en grande partie son éducation musicale à Moscou. Il est d'abord en classe de chorale avec Alexander Svechnikov au collège chorale de Moscou. Cette période influencera beaucoup son travail ultérieur. Puis il entre au conservatoire de Moscou et étudie entre autres, la composition avec Aram Khatchatourian (jusqu'en 1957). Dès la fin de ses études Boiko travaille comme compositeur. Une de ses premières œuvres, des romances sur des textes du poète arménien Avetik Issahakian, sont interprétées par Nicolaï Ghiaurov. Il fait plusieurs voyages loin de l'Union soviétique, pour étudier le folklore local. Des artistes de renom, tels Ievgueni Svetlanov défendent sa musique et l'enregistrent au disque. En 1977, Boiko est fait artiste du peuple de Russie et en 1982 reçoit le prix d'État.

## Style
Boiko compose principalement de la musique vocale. Il est un maître de la voix humaine et se promenait à travers les mélodies et les chœurs qui empruntent des textes d'Alexandre Pouchkine, Sergueï Essénine et Mikhaïl Issakovski bien connu en Russie (notamment pour Katioucha). C'est plus tard que Boiko se tourne de plus en plus vers la musique instrumentale. Cependant, elle se caractérise par une sonorité extrêmement vocale. Les œuvres de Boiko se caractérisent par l'apport des musiques folkloriques russes. Son langage musical tonal, est extrêmement conservateur, et subit clairement l'influence de l'esthétique propre à la propagande du réalisme soviétique. Ainsi Boiko a traité dans de nombreuses œuvres des thèmes patriotiques comme la Seconde Guerre mondiale, qui conduit souvent à une glorification des soldats de l'armée rouge (comme dans sa 3e symphonie). Jusqu'à un certain degré on peut trouver des parallélismes dans la musique de  Gueorgui Sviridov. En occident il était considéré avec scepticisme, les analystes qualifiant ses œuvres de Kitsch.

## Œuvres
- Orchestre
  - Symphonie no 1 (1976)
  - Symphonie no 2, op. 64 (1978)
  - Symphonie no 3 en ré mineur, op. 76 avec chœur (1986)
  - L’année 1917, Chorsinfonie op. 13 d'après Maïakovski et Bagrizki (1958)
  - Suite sur des thèmes tchéchènes (1958)
  - "Peters Glocken", suite d'orchestre (1980)
  - Huzul-Rhapsodie en ut mineur, op. 61 (1976)
  - Volga-Rhapsodie en ut majeur, op. 62 (1976)
  - Karpaten-Rhapsodie en ré majeur, op. 63 pour violon et orchestre (1976)
  - Rhapsodie-Tsigane en ré mineur pour piano et orchestre (1976)
  - "Festliche Ouvertüre. Feierliche Fanfaren zur Übergabe der Olympischen Flagge" (1980)
  - Festprozession op.77 (1983)
  - Filmmusiken
- Vocale
  - deux opéras (1963, 1970)
  - "Wassili Tjorkin", oratorio d'après Alexandre Tvardovski op. 21 (1964)
  - "Von der Wolga zu den Karpaten", Suite für Soli, Chor und Volksorchester op.25 (1967)
  - Romances sur des vers d’Issahakian, op. 26
  - Wjatka-Lieder pour basse et orchestre populaire op.47 (1976 ; révisé en cantate op. 47a, 1982)
  - plus de 200 Lieder
  - plus de 100 Chœurs
- Chambre et piano
  - Sonate pour violon, op. 12 – en un mouvement (1960)
  - Deux Poème pour violoncelle et piano (1965)
  - Suite Lyrique pour clarinette et piano (1952)
  - Sonatine pour piano op. 18 (1963)
  - "Le vert des Carpates", suite pour piano (1971)